# Geldanamycin
Geldanamycin ist eine biologisch wirksame chemische Verbindung, genauer ein benzochinoides Ansamycin, das vom Bakterium Streptomyces hygroscopicus produziert wird.
Es bindet spezifisch an das Hitzeschockprotein HSP90 und ändert dessen Funktion. HSP90-Zielproteine spielen wichtige Rollen in der Regulation des Zellzyklus, des Zellwachstums, des Zellüberlebens, der Apoptose, Angiogenese und Onkogenese. Durch Bindung von Geldanamycin an HSP90 werden Ziel-Proteine wie Tyrosinkinasen, Steroidrezeptoren, Transkriptionsfaktoren und Zellzyklus-regulierende Kinasen abgebaut. Es induziert die Inaktivierung, Destabilisierung und letztendlich den Abbau von HIF-1α.
Geldanamycin induziert bevorzugt den Abbau von Proteinen, die in Krebszellen mutiert sind gegenüber den normalen Proteinen, wie z. B. bei v-src, bcr-abl und p53. Dieser Effekt wird durch HSP90 vermittelt. Trotz seines hohen Antitumorpotentials, zeigt Geldanamycin einige Nachteile als Wirkstoffkandidat auf, insbesondere Hepatotoxizität, die Anlass gaben, Geldanamycin-Analoga zu entwickeln, vor allem solche, deren Position 17 derivatisiert ist:
- 17-AAG (Tanespimycin)
- 17-DMAG

## Weiterführende Literatur
- M. Bedin, A. M. Gaben u. a.: Geldanamycin, an inhibitor of the chaperone activity of HSP90, induces MAPK-independent cell cycle arrest. In: International Journal of Cancer Band 109, Nummer 5, Mai 2004, S. 643–652, doi:10.1002/ijc.20010. PMID 14999769.
- L. Whitesell, E. G. Mimnaugh u. a.: Inhibition of heat shock protein HSP90-pp60v-src heteroprotein complex formation by benzoquinone ansamycins: essential role for stress proteins in oncogenic transformation. In: Proceedings of the National Academy of Sciences of the United States of America. Band 91, Nummer 18, August 1994, S. 8324–8328, PMID 8078881. PMC 44598 (freier Volltext).

- L. Neckers: Hsp90 inhibitors as novel cancer chemotherapeutic agents. In: Trends in Molecular Medicine. Band 8, Nummer 4 Suppl, 2002, S. S55–S61, PMID 11927289. (Review).
- N. J. Mabjeesh, D. E. Post u. a.: Geldanamycin induces degradation of hypoxia-inducible factor 1alpha protein via the proteosome pathway in prostate cancer cells. In: Cancer Research. Band 62, Nummer 9, Mai 2002, S. 2478–2482, PMID 11980636.
- L. Neckers: Development of small molecule Hsp90 inhibitors: utilizing both forward and reverse chemical genomics for drug identification. In: Current Medicinal Chemistry. Band 10, Nummer 9, Mai 2003, S. 733–739, PMID 12678776. (Review).
- E. A. Sausville: Geldanamycin analogs. In: Journal of Chemotherapy. Band 16 Suppl 4, November 2004, S. 68–69, doi:10.1179/joc.2004.16.Supplement-1.68. PMID 15688614. (Review).
- R. C. Clevenger, J. M. Raibel u. a.: Biotinylated geldanamycin. In: The Journal of organic chemistry. Band 69, Nummer 13, Juni 2004, S. 4375–4380, doi:10.1021/jo049848m. PMID 15202892.
- R. Mandler, H. Kobayashi u. a.: Herceptin-geldanamycin immunoconjugates: pharmacokinetics, biodistribution, and enhanced antitumor activity. In: Cancer Research. Band 64, Nummer 4, Februar 2004, S. 1460–1467, PMID 14973048.
- Z. Q. Tian, Y. Liu u. a.: Synthesis and biological activities of novel 17-aminogeldanamycin derivatives. In: Bioorganic & Medicinal Chemistry. Band 12, Nummer 20, Oktober 2004, S. 5317–5329, doi:10.1016/j.bmc.2004.07.053. PMID 15388159.

## Webseiten von Anbietern
- Geldanamycin von Biomol
- Geldanamycin von Fermentek
- Ein kompletter Bericht über Geldanamycin, 17AAG und 17DMAG